# Рудні Гори (район)
Рудні Гори (нім. Erzgebirgskreis) — район у Німеччині, у землі Саксонія. Підпорядкований адміністративному округу Хемніц. Виник 1 серпня 2008 внаслідок реформи громад із колишніх районів Ауе-Шварценберг, Аннаберг, Штолльберг та Середніх Рудних Гір. Центр району — місто Аннаберг-Бухгольц. 

## Населення
Населення району становить 331 917 осіб (станом на 31 грудня 2020).

## Адміністративний поділ
Район складається з 27 міст та 33 громад (нім. Gemeinden).
Дані про населення наведені станом на 31 грудня 2020.
| Міста: 1. Айбеншток (7193) 2. Аннаберг-Бухгольц (19393) 3. Ауе (Невірний параметр metadata 14521030) 4. Волькенштайн (3886) 5. Гаєр (3385) 6. Грюнгайн-Баєрфельд (5768) 7. Ельсніц (10983) 8. Ельтерляйн (2809) 9. Еренфрідерсдорф (4638) 10. Єштадт (2569) 11. Йоганнгеоргенштадт (3879) 12. Лаутер-Бернсбах (8524) 13. Лесніц (8074) 14. Лугау (7907) 15. Марієнберг (16716) 16. Обервізенталь (2055) 17. Ольбернгау (10694) 18. Покау-Ленгефельд (7472) 19. Тальгайм (5968) 20. Тум (5056) | 1. Цвеніц (11861) 2. Чопау (9024) 3. Шайбенберг (2054) 4. Шварценберг (16168) 5. Шлеттау (2345) 6. Шнеєберг (13790) 7. Штольберг (11235) Громади: 1. Амтсберг (3676) 2. Ауербах (2432) 3. Бад-Шлема (Невірний параметр metadata 14521050) 4. Беренштайн (2288) 5. Берніхен (972) 6. Бокау (2200) 7. Брайтенбрунн (5157) 8. Буркгардтсдорф (6091) 9. Гайдерсдорф (777) 10. Геленау (4104) 11. Гондорф (3461) 12. Горнау (3749) | 1. Горнсдорф (1897) 2. Гросольберсдорф (2773) 3. Гросрюкерсвальде (3353) 4. Грюнгайніхен (3339) 5. Дойчнойдорф (970) 6. Дребах (5080) 7. Зайффен (2076) 8. Зематаль (6307) 9. Кенігсвальде (2196) 10. Кроттендорф (3976) 11. Мільденау (3388) 12. Нідервюршніц (2573) 13. Нідердорф (1310) 14. Нойкірхен (7000) 15. Рашау-Маркерсбах (4948) 16. Танненберг (1079) 17. Термальбад-Візенбад (3207) 18. Чорлау (5165) 19. Шенгайде (4289) 20. Штютценгрюн (3104) 21. Янсдорф (5450) |